# Жан-Батист Пигал
Жан-Батист Пигал (на френски: Jean-Baptiste Pigalle) е френски скулптор, последният голям майстор от епохата на барока.
Роден е в Париж, седмото поред дете в семейството на дърводелец. Въпреки че му коства много усилия да постъпи да учи в Кралската академия за изобразителни изкуства и скулптура, Пигал става един от най-известните скулптори за времето си.
Ранните му творби, като „Дете с клетка“ (Севър) и „Меркурий си връзва сандалите“ (Берлин, оловна отливка се намира в Лувъра), са по-малко популярни в сравнение с произведенията от зрелия му период, ала неговата статуя на голия Волтер от 1776 година (поначало в колекцията на Френския институт, закупена от Лувъра през 1962 година), изваяната от него гробница на граф д'Аркур (ок. 1764) (в Парижката Света Богородица) и на граф Морис Сакс, завършена през 1777 (в лютеранската църква Сен Томас, Страсбург) са добри примери на френската скулптура от XVIII век.
Името му обикновено се асоциира с наречения на негово име площад „Пигал“ – култово място за търговията със секс във френската столица.

## Монументални творби
- „Меркурий си връзва сандалите“, 1753, Лувър
- Капела на св. Богородица, църква Сен Сюлпис, Париж
- „Голият Волтер“, 1777, Лувър
- „Крал Луи XV“ в Реймс (алегоричен автопортрет)

## Бюстове
- Мадам Дьо Помпадур, 1748–1751, Музей на изкуството „Метрополитън“, Ню Йорк
- Автопортрет, 1770-те, Лувър
- Портрет на Жорж-Мартен Герен, 1770-те, Лувър
- Портрет на Дени Дидро, 1777, Лувър
- Портрет на Волтер, ок. 1778, Художествена галерия на Лос Анджелис
- Портрет на Жан-Родолф Пероне, 1785, Музей „Виктория и Албърт“, Лондон

|  | Тази страница частично или изцяло представлява превод на страницата Jean-Baptiste Pigalle в Уикипедия на английски. Оригиналният текст, както и този превод, са защитени от Лиценза „Криейтив Комънс – Признание – Споделяне на споделеното“, а за съдържание, създадено преди юни 2009 година – от Лиценза за свободна документация на ГНУ. Прегледайте историята на редакциите на оригиналната страница, както и на преводната страница, за да видите списъка на съавторите. ВАЖНО: Този шаблон се отнася единствено до авторските права върху съдържанието на статията. Добавянето му не отменя изискването да се посочват конкретни източници на твърденията, които да бъдат благонадеждни. |